# Papuanäshornsfågel
Papuanäshornsfågel (Rhyticeros plicatus) är en fågel i familjen näshornsfåglar inom ordningen härfåglar och näshornsfåglar.

## Utseende och läte
Papuanäshornsfågel är en mycket stor och spektakulär näshornsfågel, den enda i sitt utbredningsområde. Den har helsvart kropp och vit stjärt. Runt ögat och på strupen syns blå bar hud. Hanen är mycket större än honan, med rostrött huvud och bröst, medan honan har svart huvud. Den stora näbben är elfenbensfärgad med en räfflad kask ovanpå. Lätet består av vittljudande skalla eller stönande "gew! gew! gew!".

## Utbredning och systematik
Papuanäshornsfågeln behandlas antingen som monotypisk eller delas upp i sex underarter med följande utbredning:
- Rhyticeros plicatus ruficollis – norra Moluckerna och västra Nya Guinea
- Rhyticeros plicatus plicatus – södra Moluckerna (Kelang, Seram och Ambon)
- Rhyticeros plicatus jungei – östra Nya Guinea
- Rhyticeros plicatus dampieri – Bismarckarkipelagen
- Rhyticeros plicatus harterti – Salomonöarna (Buka, Bougainville, Fauro och Shortlandöarna)
- Rhyticeros plicatus mendanae – nordvästra och centrala Salomonöarna (Choiseul och Vella Lavella söderut till Malaita och Guadalcanal)

## Levnadssätt
Papuanäshornsfågeln hittas i skogar i låglänta områden och förberg. Den födosöker i trädtaket efter frukt och ibland även smådjur.

## Status och hot
Arten har ett stort utbredningsområde, men tros minska i antal, dock inte tillräckligt kraftigt för att den ska betraktas som hotad. Internationella naturvårdsunionen IUCN listar arten som livskraftig (LC).